# Западная ильменно-бугровая равнина
Западная ильменно-бугровая равнина — аккумулятивная равнина на юго-западе Астраханской области и прилегающих районах Калмыкии, часть Прикаспийской низменности. Равнина простирается к западу от Волги (её рукава — реки Бахтемир) на запад и юго-запад, начинаясь в районе западных пригородов Астрахани. На западе равнина плавно переходит в пустыню Чёрные земли.

### Геоморфология
Равнина сформировалась под воздействием Хвалынской и Новокаспийской трансгрессий Каспийского моря. В морской период происходило выравнивание поверхности под воздействием гидродинамических условий морского бассейна. В настоящее время представляет собой первичную морскую аккумулятивную равнину. Поверхность равнины осложнена бэровскими буграми и лабиринтом межбугровых понижений, занятыми солончаками, водотоками, ериками и озёрами (ильменями), формирующую единую водную системы Западных подстепных ильменей. Многие из них до недавнего времени соединялись или соединены с Волгой и Каспийским море.
Бэровские бугры простираются преимущественно в широтном направлении. Относительная высота составляет в среднем 10-12 метров, иногда достигает 20 и более метров. Бугры асимметричны: северный склон, как правило, более крутой. Длина колеблется от 1 до 5-7 км, ширина не превышает 500—600 метров. Склоны бугров нередко осложнены террасами.
Количество ильменей и высота бугров снижаются по мере удаления от Волги. При этом возрастает количество солончаков и солёных озёр. Соль некоторых озёр окрашена в красных цвет.

## Флора и фауна
На поверхности бугров формируется пустынная или полупустынная растительность на бурых полупустынных почвах. Вдоль берегов ериков формируются тростниково-рогозовые заросли. Их сменяют злаково-разнотравные луга на лугово-бурых и луговых почвах различной степени засоления. Из древесной растительности встречаются отдельные деревья и заросли из лоха мелколистного, ивы белой и тамарикса. Сухие днища межбугровых понижений заняты злаково-полынной, реже злаково-разнотравной растительностью на бурых полупустынных или лугово-бурых почвах.